# Пйонтковець
Пйонтковець (пол. Piątkowiec) — село в Польщі, у гміні Вадовиці-Ґурні Мелецького повіту Підкарпатського воєводства.
Населення — 366 осіб (2011).
У 1975-1998 роках село належало до Тарновського воєводства.

## Демографія
Демографічна структура станом на 31 березня 2011 року:
|          | Загалом | Допрацездатний вік | Працездатний вік | Постпрацездатний вік |
| -------- | ------- | ------------------ | ---------------- | -------------------- |
| Чоловіки | 189     | 38                 | 129              | 22                   |
| Жінки    | 177     | 38                 | 99               | 40                   |
| Разом    | 366     | 76                 | 228              | 62                   |